# Steven Erikson
Steven Erikson (Toronto, 7 de outubro de 1959) é pseudônimo de Steven Rune Ludin, um escritor, antropólogo e arqueólogo canadense, além de possuir um mestrado em Escrita Criativa pela Universidade de Iowa. Sua obra mais conhecida é a série, com dez volumes, de alta fantasia o Livro Malazano dos Caídos. Na qual já vendeu mais de 3 milhões de cópias no mundo inteiro.

## Literatura
Suas obras foram traduzidas para 23 idiomas. O primeiro livro, Jardins da lua (Gardens of the Moon, 1999), foi indicado ao World Fantasy Award. O segundo livro Os Portais da Casa dos Mortos (Deadhouse Gates, 2000) foi considerado uma das melhores fantasias do seu ano de publicação. Steven Erikson vive hoje no Canadá, sua terra natal.

### Recepção
“Verdadeiramente épico. Erikson não tem igual quando o assunto é ação e imaginação, e sua visão mítica é equiparável à de nomes como J. R. R. Tolkien.” – SF Site.
“Em termos de construção de universo e ambição narrativa, O Livro Malazano dos Caídos é talvez a série mais significativa da última década.” – Boston Globe.
“Raro é o autor que combina com tanta fluidez um senso de poder mítico e a profundidade de um mundo com personagens bem construídos e ação emocionante, mas Steven Erikson faz isso de modo espetacular.” – Michael A. Stackpole (autor de Star Wars: Esquadrão Rogue e World of Warcraft: Sombras da Horda).

## Bibliografia (parcial)

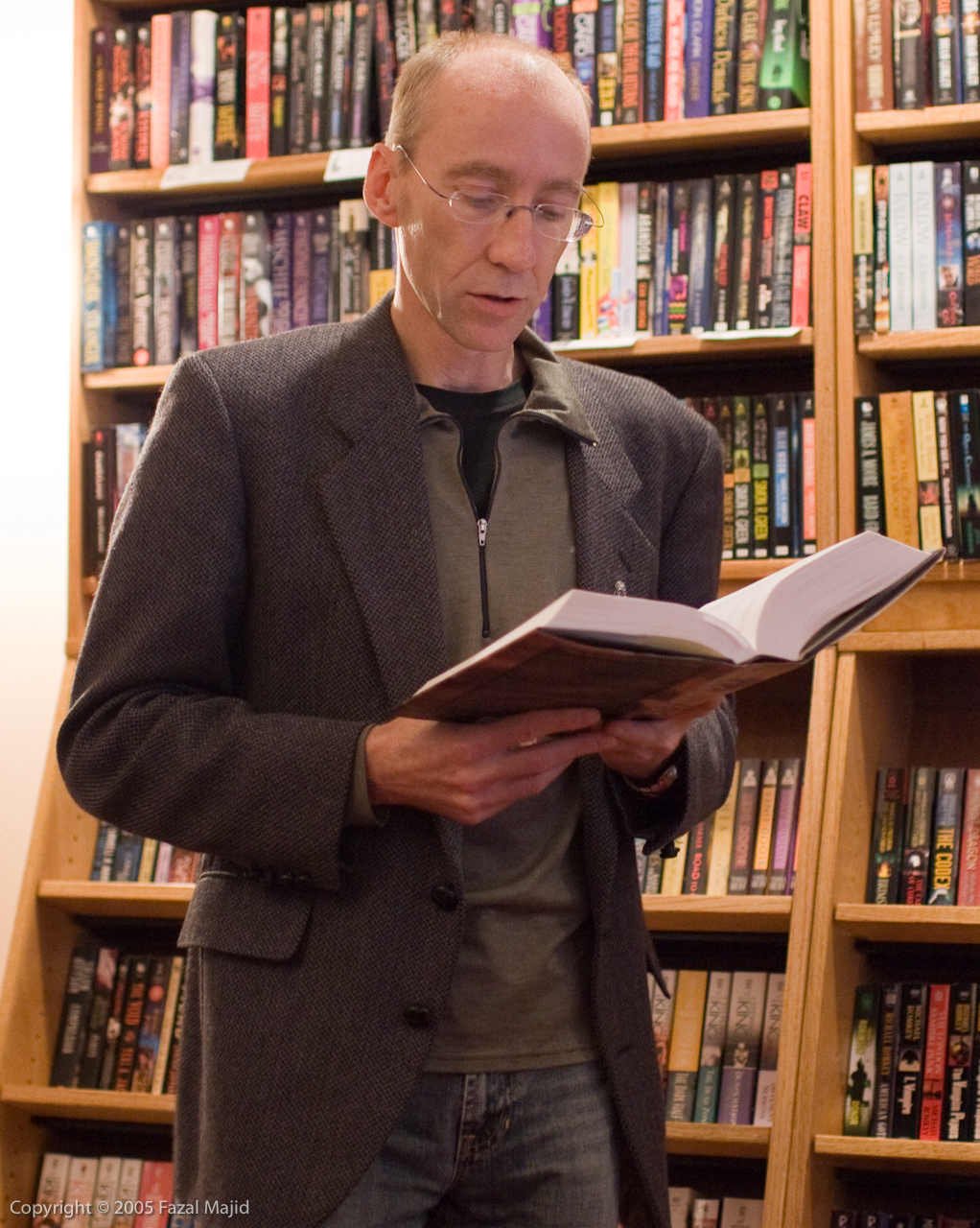
Steven Erikson em 2005